# Reprezentacja Austrii w hokeju na trawie mężczyzn
Reprezentacja Austrii w hokeju na trawie mężczyzn  jest jednym z silniejszych zespołów narodowych w Europie. Trzykrotny uczestnik Igrzysk Olimpijskich, nie startowała dotychczas w Mistrzostwach świata, trzykrotnie siódmy zespół mistrzostw Europy (2009, 2017, 2023), dwukrotnie złoty medalista Halowych mistrzostw świata (2018, 2023).

## Osiągnięcia

### Igrzyska olimpijskie
- nie startowała - 1908
- nie startowała - 1920
- 9. miejsce - 1928
- nie startowała - 1932
- nie startowała - 1936
- 8-10. miejsce - 1948
- 7-8. miejsce - 1952
- 1956-2024 nie uczestniczyła

### Mistrzostwa świata
- 1971-2023 nie uczestniczyła

### Mistrzostwa Europy
- 11. miejsce - 1970
- 15. miejsce - 1974
- nie startowała - 1978
- 11. miejsce - 1983
- nie startowała - 1987
- nie startowała - 1991
- nie startowała - 1995
- nie startowała - 1999
- nie startowała - 2003
- nie startowała - 2005
- nie startowała - 2007
- 7. miejsce - 2009
- nie startowała - 2011
- nie startowała - 2013
- nie startowała - 2015
- 7. miejsce - 2017
- nie startowała - 2019
- nie startowała - 2021
- 7. miejsce - 2023
- 8. miejsce - 2025

### Halowe mistrzostwa świata
- nie startowała - 2003
- 6. miejsce - 2007
- 3. miejsce - 2011
- 2. miejsce - 2015
- 1. miejsce – 2018
- 1. miejsce – 2023
- 2. miejsce - 2025